# Dranse (Wallis)
Die Dranse (auch Drance) ist ein 45 km langer linker Nebenfluss der Rhone, im Südwesten des Kantons Wallis, in der Schweiz.

## Geographie
Das Einzugsgebiet des Flusses ist 680 km² gross. Der Flusslauf wird erst unterhalb von Sembrancher Dranse genannt, da er aus drei Quellflüssen besteht.
- Grösster Quellfluss mit 31 km Länge ist die Dranse de Bagnes, welche das gleichnamige Tal Val de Bagnes durchfliesst. Sie entspringt am Otemmagletscher in den südwestlichen Walliser Alpen und hat in ihrem oberen Einzugsgebiet weitere Gletscherzuflüsse vom Mont-Durand-Gletscher, Brenaygletscher und Giétrozgletscher. Das Wasser dieser Bäche wird im Speicherbecken des Lac de Mauvoisin gestaut. Unterhalb dieses Stausees fliesst die Dranse de Bagnes nach Nordwesten und nimmt von links den Bach auf, der vom Corbassièregletscher im Massiv des Grand Combin gespeist wird. Die Steilstufen des Val de Bagnes unterhalb von Fionnay werden mittels kleiner Schluchten und Wasserfällen überwunden. Bei Champsec verbreitert sich der Talboden und bei Le Châble, dem Hauptort der Gemeinde Bagnes, wendet sich die Dranse de Bagnes nach Westen. Der grosse Schuttkegel, der vom Wildbach Merdesson im Tal aufgebaut wurde, führte dazu, dass der Lauf der Dranse de Bagnes oberhalb von Sembrancher ganz an den linken Talrand gedrängt wurde.
- Der 25 km lange Quellfluss Dranse d’Entremont hat seinen Ursprung im Gebiet des Grossen Sankt-Bernhard-Passes. Er fliesst nordwärts und wird im Lac des Toules zur Energiegewinnung gestaut. Danach überwindet die Dranse d’Entremont auf einer Strecke von 12 km eine Höhendifferenz von 800 m im gleichnamigen Tal Val d’Entremont, das westlich des Grand Combin-Massivs liegt. Im Talkessel von Orsières nimmt sie von links den dritten Quellfluss, die Dranse de Ferret, auf und fliesst danach weiter nordwärts nach Sembrancher.
- Die Dranse de Ferret ist mit 19 km der kürzeste Quellfluss. Sie entspringt dem kleinen Glacier des Angroniettes am Nordhang des Grand Golliat im äussersten Südwesten der Walliser Alpen. Durch das östlich des Mont Blanc-Massivs gelegene Val Ferret fliesst die Dranse de Ferret nordwärts und nimmt dabei das Wasser mehrerer Gletscher aus diesem Massiv auf. Sie wird bei La Fouly und in Prayon gefasst. Oberhalb von Orsières mündet sie in die Dranse d’Entremont.

Östlich von Sembrancher vereinigen sich die Dranse de Bagnes und die Dranse d’Entremont zur Dranse, die westwärts durch ein tiefes Tal am Nordfuss des Pyramidenbergs Catogne fliesst. Bei Les Valettes fliesst von Süden her die Durnand von der Gorges du Durnand kommend in die Dranse. Südlich von Martigny macht diese einen scharfen Knick nach Norden, erreicht bei Martigny das Rhonetal und mündet nach wenigen Kilometern kanalisiert in die Rhone.
In früherer Zeit gab es entlang der Dranse immer wieder verheerende Überschwemmungen. So sind beispielsweise die römischen Ruinen von Martigny mit mächtigen Schlammschichten bedeckt. Ursache für die Hochwasser war oft der Giétrozgletscher im Val de Bagnes. Bei Gletscherabbrüchen stürzten jeweils grosse Eismassen ins Tal und stauten die Dranse de Bagnes im Bereich des heutigen Lac de Mauvoisin auf. Bei Ausbrüchen des aufgestauten Sees kam es besonders in den Jahren 1469, 1595, 1640 und 1818 zu Flutwellen, welche grosse Schäden entlang des Flusslaufs verursachten, bis sie sich in den Genfersee ergossen. Der Bau des Lac de Mauvoisin schützt die Talschaft zu einem grossen Teil vor solchen Flutwellen. Im Juli 2006 riss eine Flutwelle die Gleise der Eisenbahnlinie von Martigny nach Orsières mit, sodass ein Zug entgleiste.

## Brücken
Die Dranse (von Sembrancher bis zur Mündung bei Martigny) wird von 37 Brücken überquert: 16 Strassen-, 10 Fussgänger-, sechs Eisenbahn-, drei Rohrleitungs- und zwei Feldwegbrücken.

## Bildergalerie

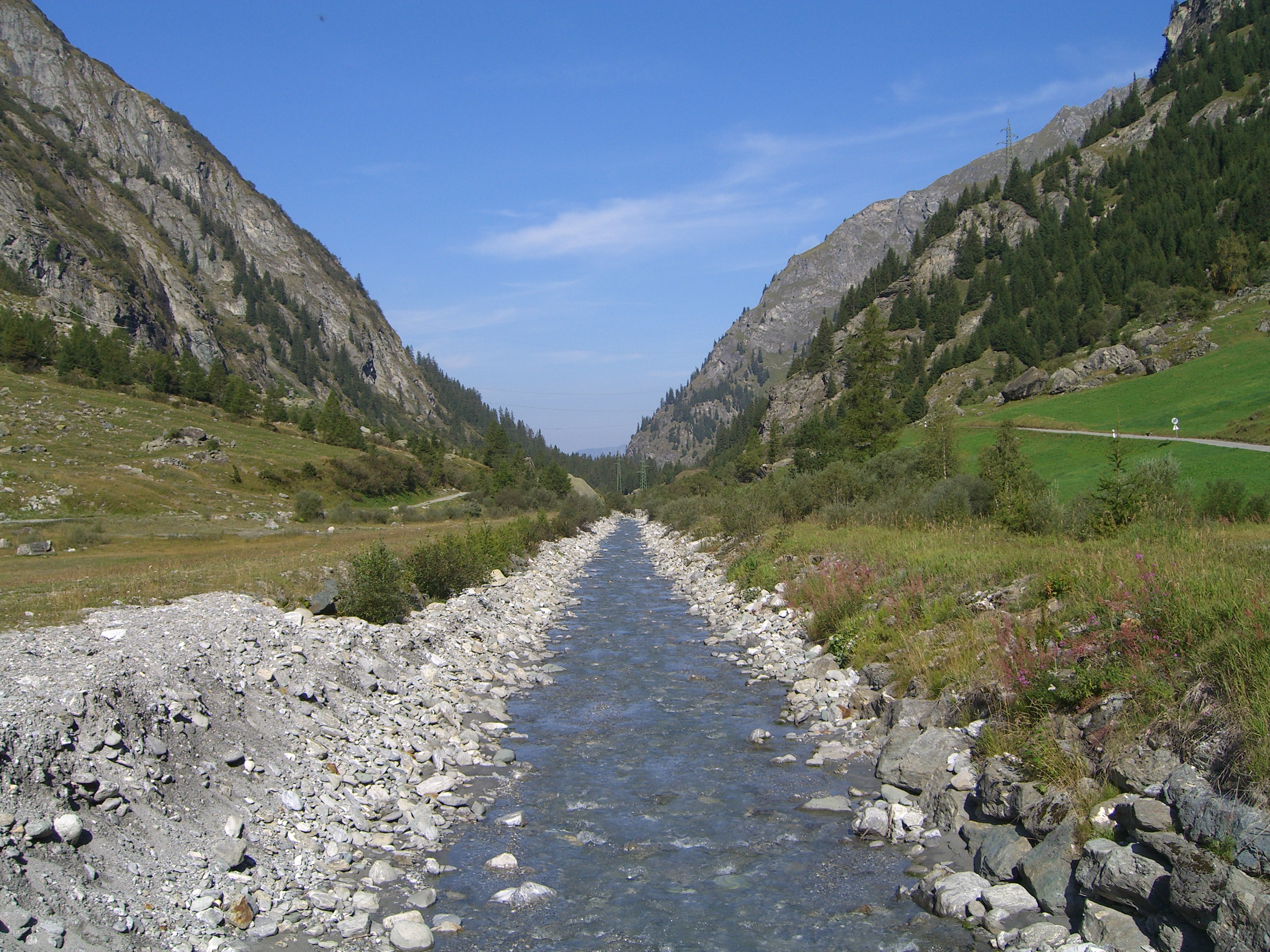
Dranse de Bagnes
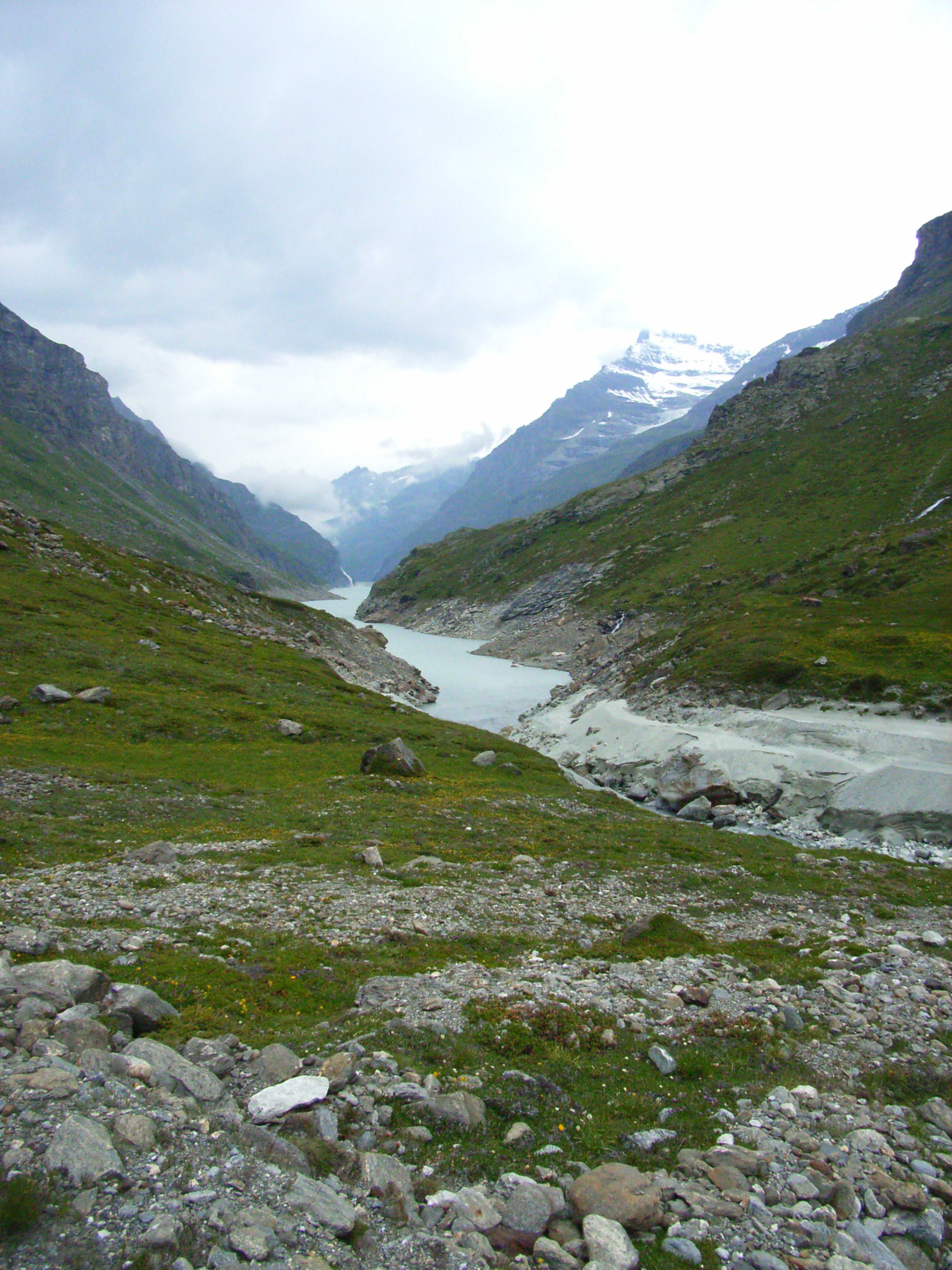
Zufluss der Dranse de Bagnes in den Lac de Mauvoisin mit fluvialen Sedimentablagerungen
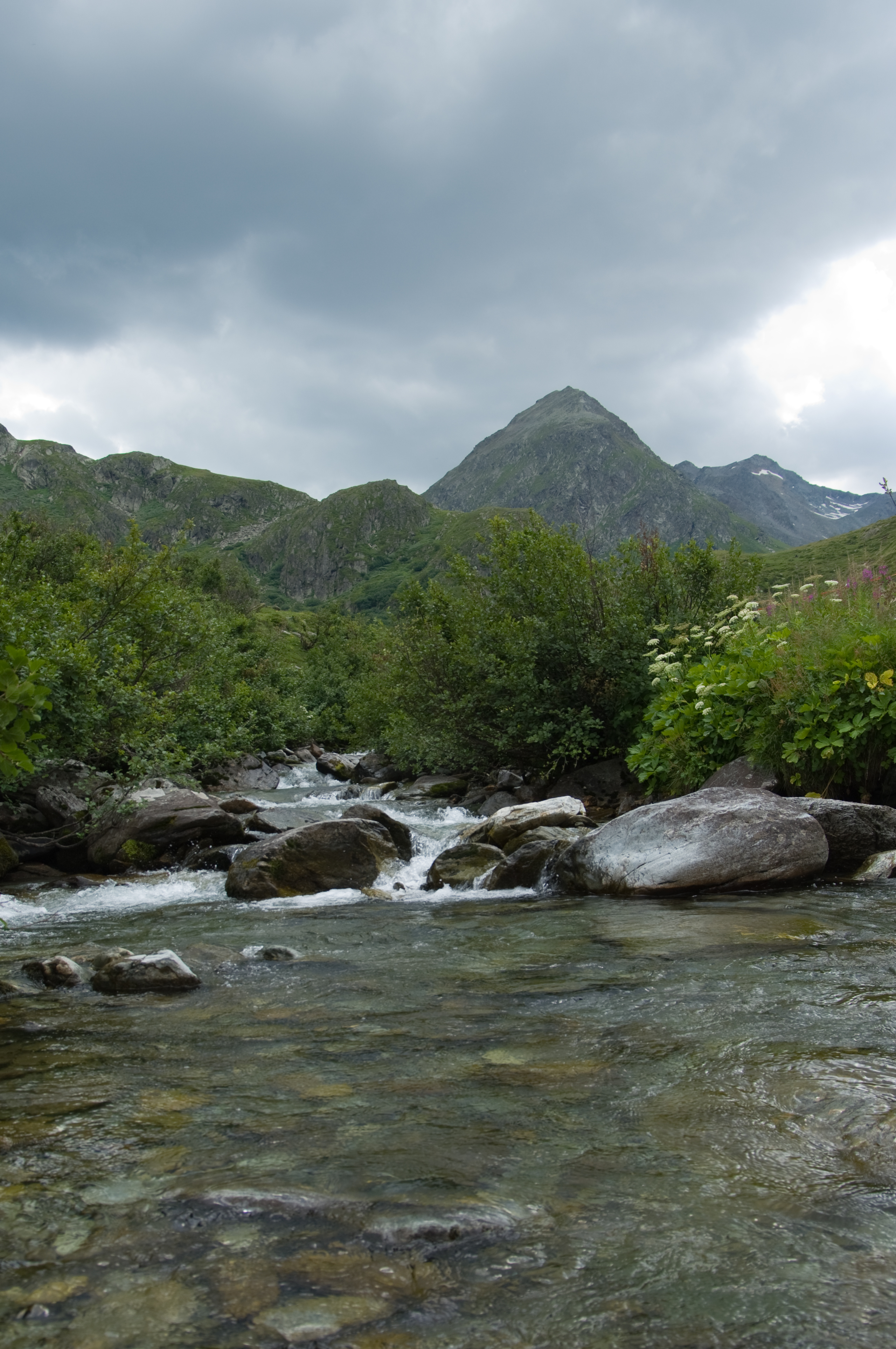
Dranse d’Entremont
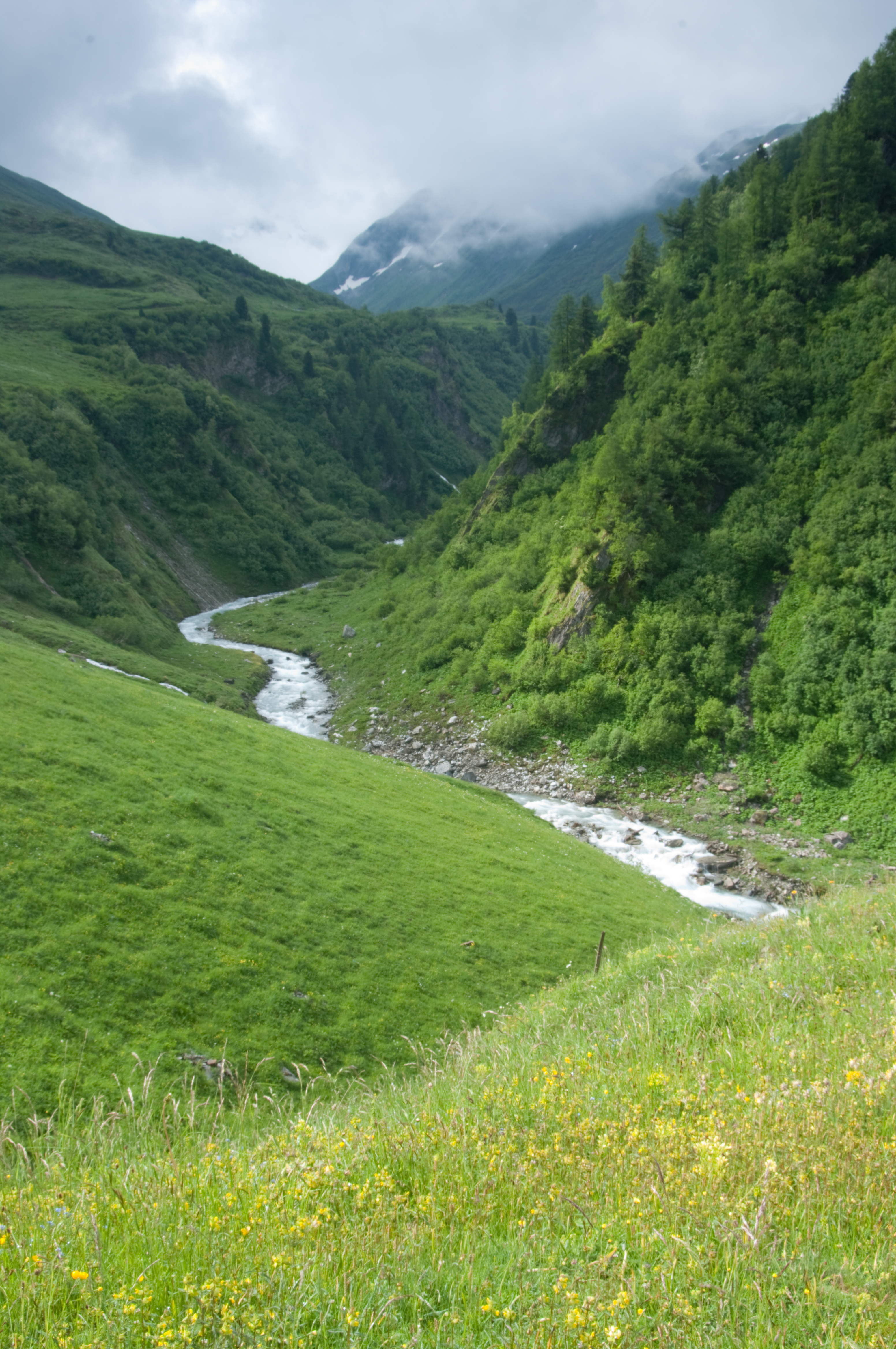
Dranse de Ferret
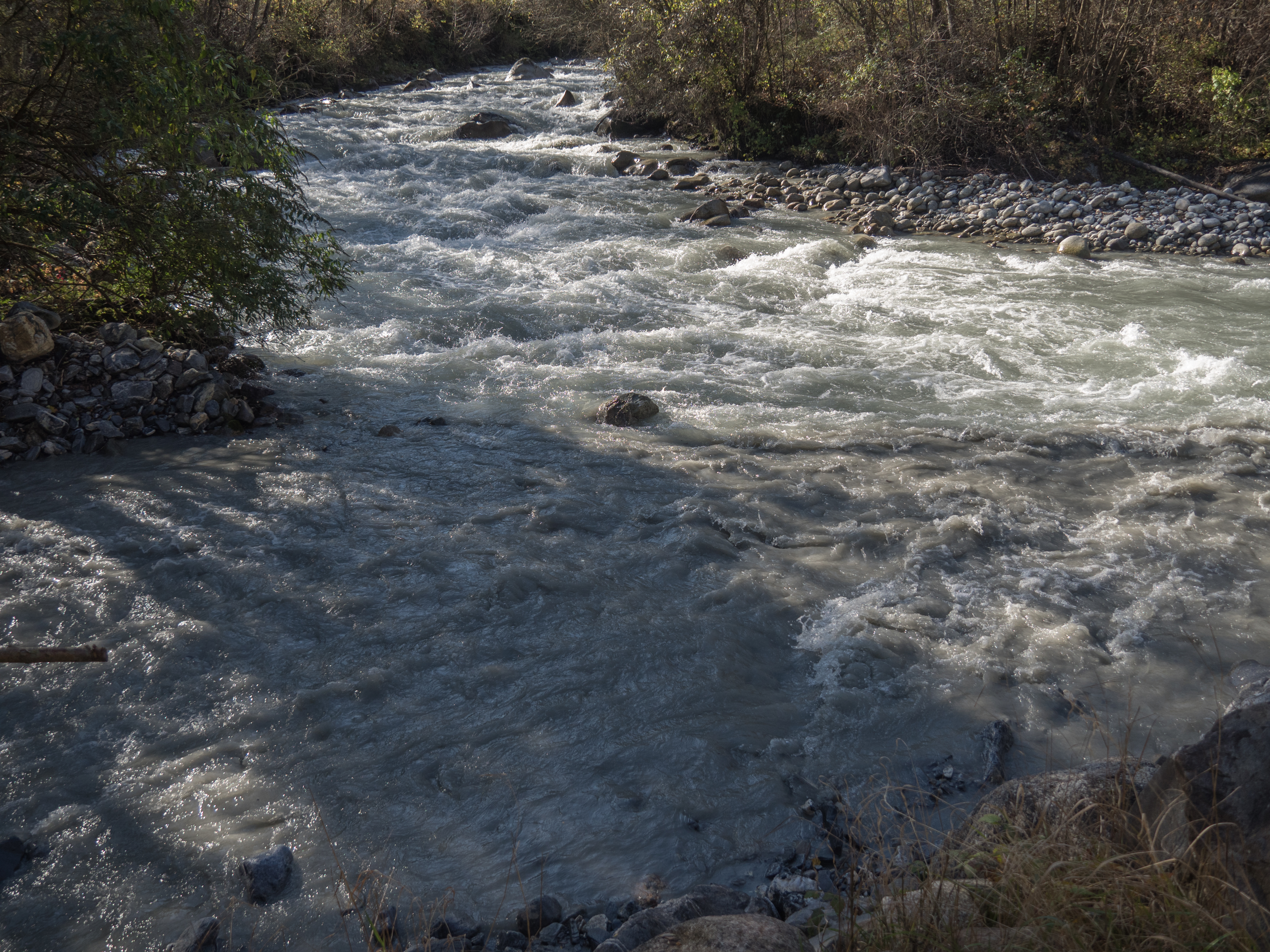
Zusammenfluss von Dranse de Bagnes und Dranse d’Entremont zur Dranse
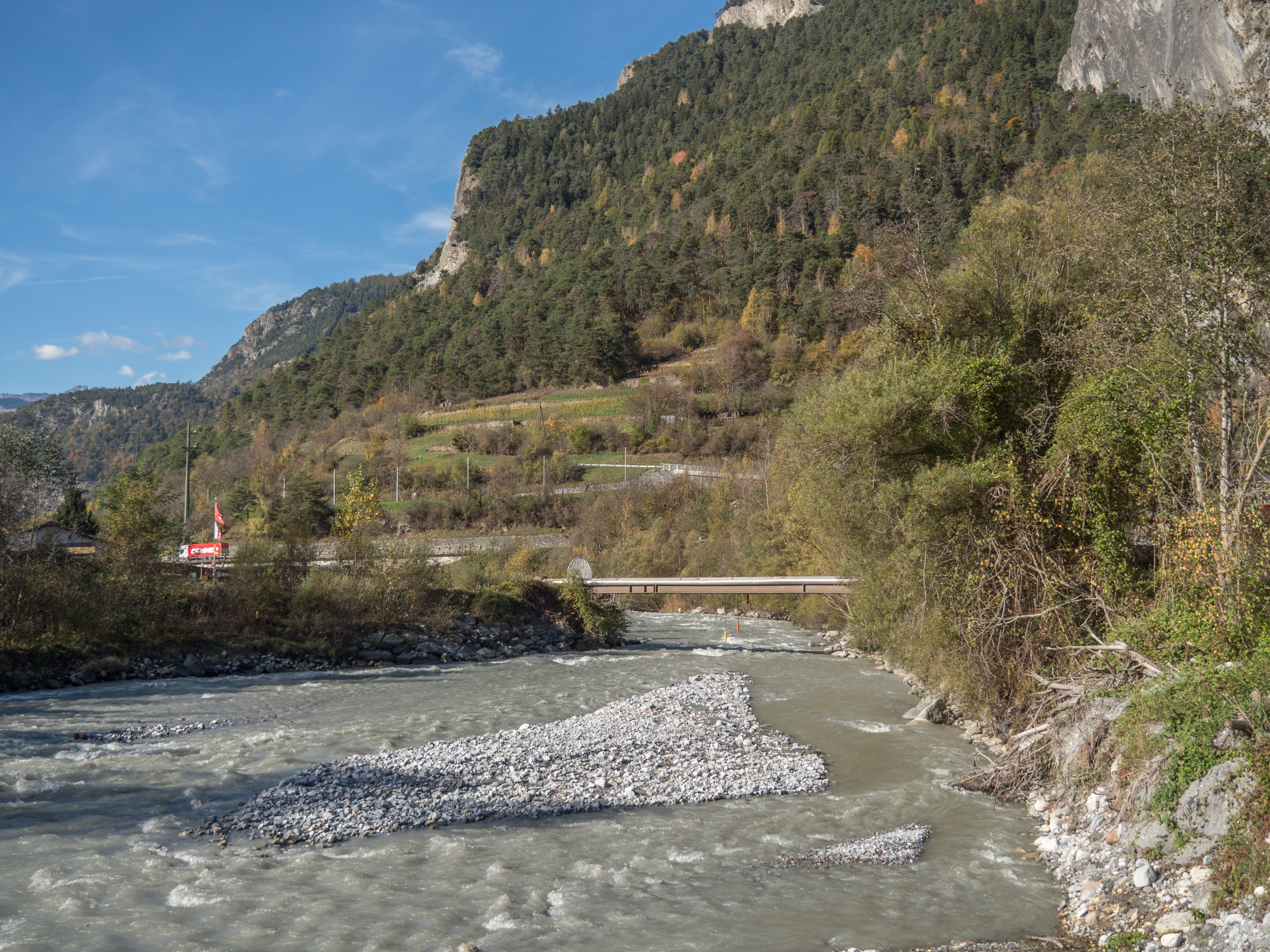
Die Dranse bei Sembrancher
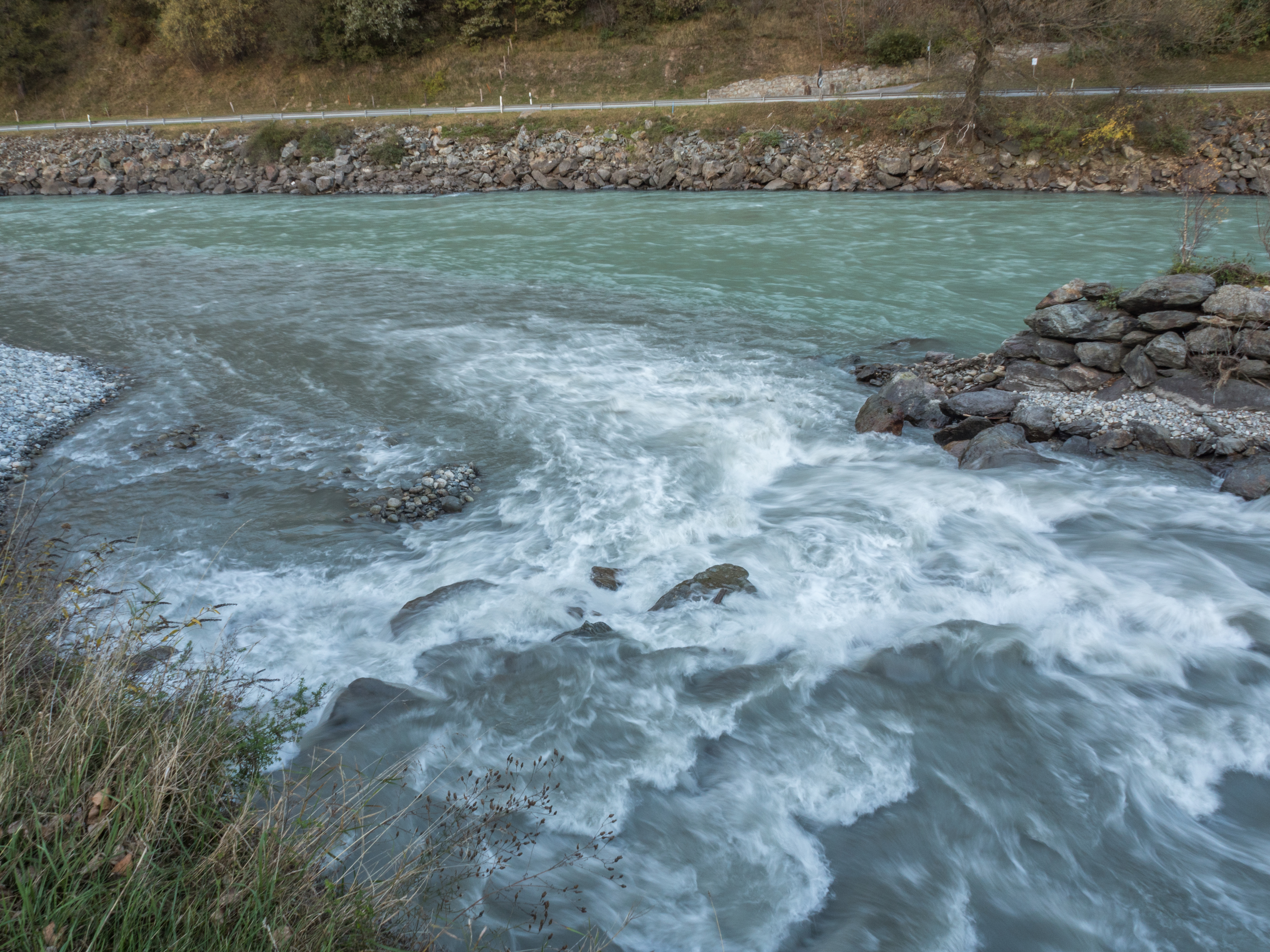
Mündung der Dranse in die Rhone